# Kang Ni Choo
Kang Ni Choo (* 9. Februar 1994) ist eine malaysische Leichtathletin, die sich auf den Diskuswurf spezialisiert hat.

## Sportliche Laufbahn
Erste internationale Erfahrungen bei internationalen Meisterschaften sammelte Kang Ni Choo im Jahr 2017, als sie bei den Islamic Solidarity Games in Baku mit einer Weite von 44,52 m den siebten Platz belegte. Anschließend nahm sie erstmals an den Südostasienspielen in Kuala Lumpur teil und gewann dort mit neuem Landesrekord von 47,91 m die Silbermedaille hinter der Thailänderin Subenrat Insaeng. Auch zwei Jahre später gewann sie bei den Südostasienspielen in Capas mit 47,02 m die Silbermedaille hinter Insaeng. 2021 siegte sie mit 43,65 m beim Qosanov Memorial und 202 sicherte sie sich bei den Südostasienspielen in Hanoi mit 46,57 m die Bronzemedaille hinter Insaeng und ihrer Landsfrau Queenie Kung Ni Ting.
2018 wurde Kang Ni malaysische Meisterin im Diskuswurf.